# Papirus Oxyrhynchus 1007

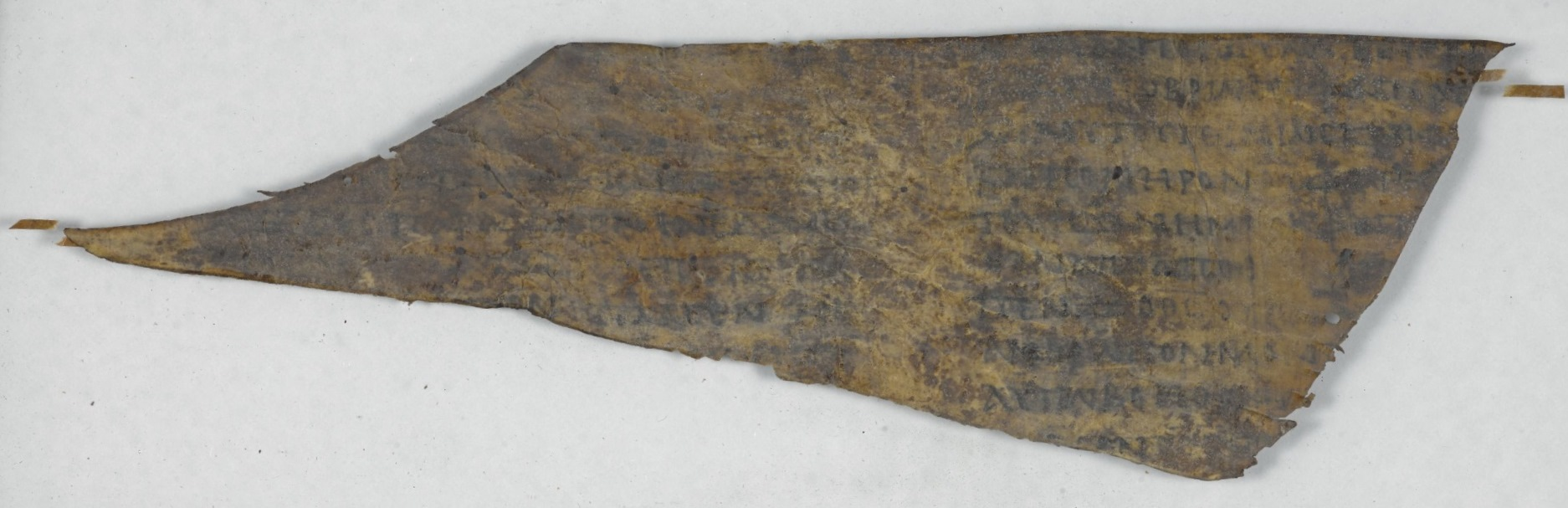
LXXP.Oxy.VII.1007

Papirus Oxyrhynchus 1007, oznaczany również P.Oxy.VII.1007 – fragment greckiego rękopisu Septuaginty spisany na pergaminie, w formie kodeksu. Jest jednym z rękopisów odkrytych w Oksyrynchos, został skatalogowany pod numerem 1007. Paleograficznie datowany jest na koniec III wieku n.e. Zawiera 2 i 3 rozdział Księgi Rodzaju (Rdz 2,7-9.16-19.23 - 3,1.6-8). W Rdz 2,8.18 zawiera imię Boże pisane w skróconej formie jako podwójne Jod. Jest to jeden ze znanych fragmentów Septuaginty zawierających imię Boże. Fragment ten został opublikowany w The Oxyrhynchus Papyri, część VII, edycja z przekładem i uwagami Artura S. Hunta, Londyn, 1910, strony 1 i 2.
Fragment ten jest oznaczany również numerem 907 na liście rękopisów Septuaginty według klasyfikacji Alfreda Rahlfsa oraz jako VH 5 i LDAB 3113. Obecnie rękopis przechowywany jest w Department of Manuscripts, The British Library w Londynie (Inv. 2047).